# Cipango Planum
Cipango Planum est une possible plaine de « cryolave » située sur le satellite Triton de la planète Neptune par 11,5° N et 34° E.

## Géographie et géologie
Bordée au nord par le vaste système de fissures et de caldeiras cryovolcaniques formé par Set Catena, Leviathan Patera, Kraken Catena et Kibu Patera, cette région présente l'apparence d'une nappe de matériaux à surface lisse et reliefs adoucis recouvrant, de façon plus ou moins régulière et continue, une surface plus rugueuse a priori plus ancienne sur laquelle quelques petits cratères d'impact sont d'ailleurs visibles. C'est ce qui conduit à l'interprétation de cette unité géologique comme une plaine de « cryolave », équivalente, sur un astre gelé comme Triton, aux plaines de lave rencontrées par exemple sur Mars, par exemple Syrtis Major Planum, Hesperia Planum ou encore Malea Planum.
La nature de cette « cryolave » est inconnue, mais il pourrait s'agir de glace d'eau avec de l'ammoniac jouant le rôle d'antigel — par exemple du dihydrate NH3·2H2O — avec diverses impuretés organiques et minérales donnant à l'ensemble une viscosité variable, comparable à celle de laves basaltiques, voire siliceuses.